# Norma Talmadge

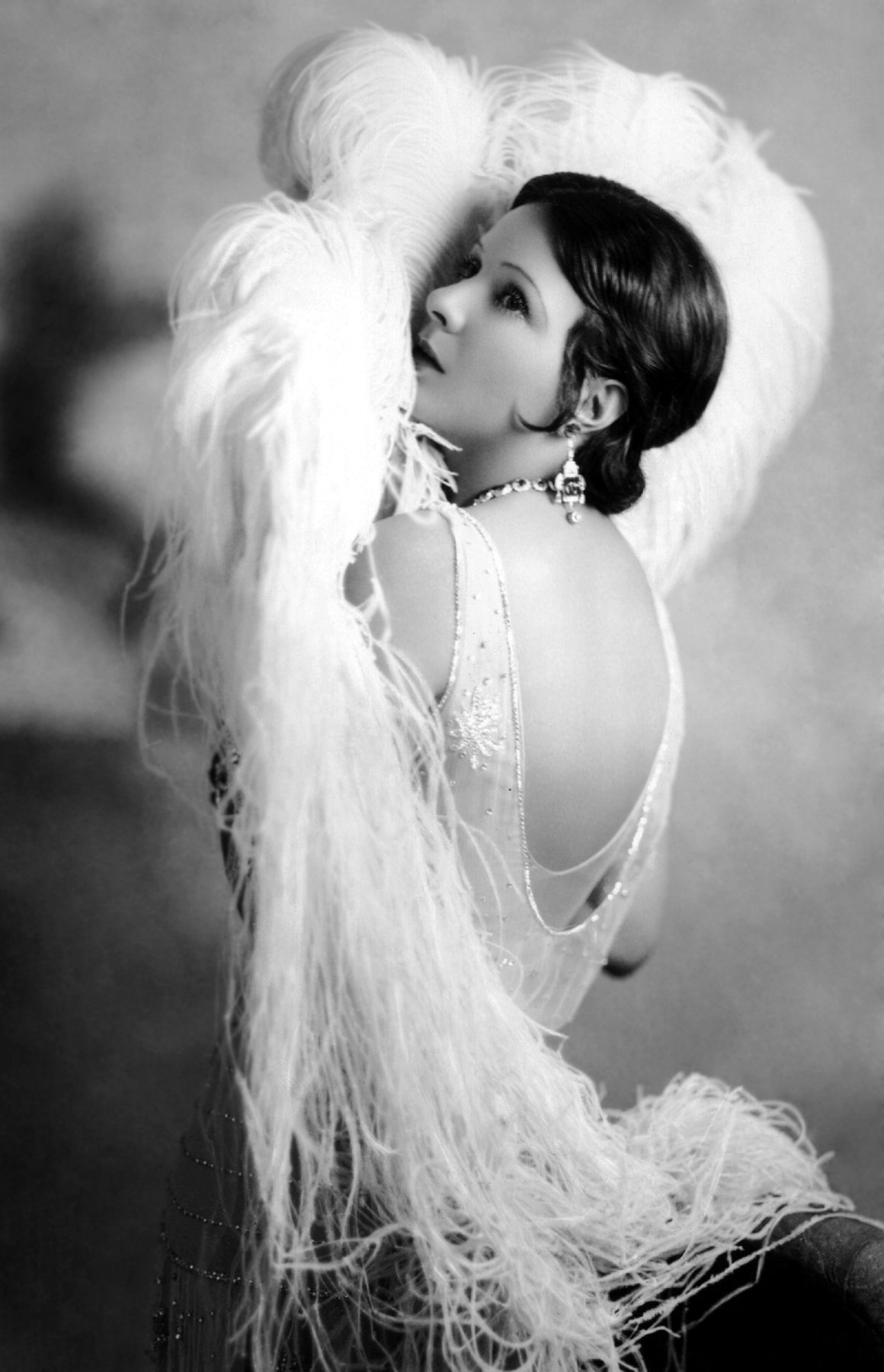
Norma Talmadge vers 1919.

Norma Talmadge, née à Jersey City le 2 mai 1894 et morte à Las Vegas le 24 décembre 1957, est une actrice américaine du cinéma muet.

## Biographie
Grande réussite au box-office pendant plus d'une décennie, sa carrière atteint son apogée au début des années 1920, lorsqu'elle se classe parmi les idoles les plus populaires du cinéma américain.
Elle est la sœur des actrices Constance Talmadge et Natalie Talmadge qui est la première femme de Buster Keaton. La mère des sœurs Talmadge s'appelle Peg Talmadge.
En 1916, sa carrière prend un virage important quand elle rencontre et épouse Joseph M. Schenck, un important promoteur et producteur de l'industrie cinématographique américaine, qui monte pour elle la Norma Talmadge Film Corporation à New York, une société de production avec ses propres studios.
Elle meurt d'une pneumonie ; elle est inhumée dans le Hollywood Forever Cemetery à Hollywood.

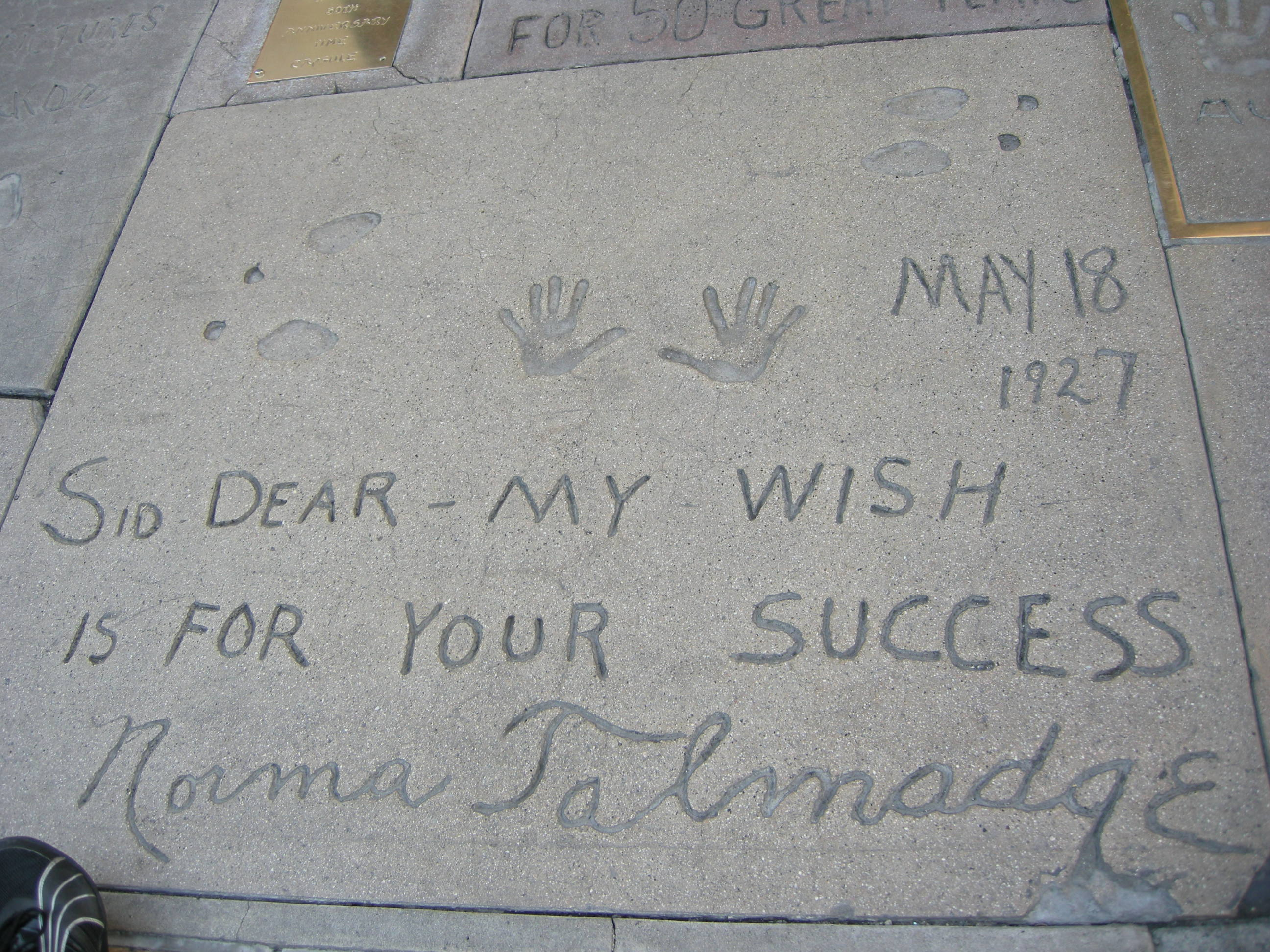
Empreintes de Norma Talmadge sur le parvis du Grauman's Chinese Theatre à Hollywood.

Norma Talmadge serait à l'origine de la tradition qui veut que les stars du cinéma laissent l’empreinte de leurs mains sur le parvis du Grauman's Chinese Theatre, lançant ainsi une coutume qui perdure encore aujourd'hui. Selon elle, en 1927 elle a accidentellement marché dans du ciment humide devant le cinéma.

## Filmographie partielle
- 1910 : Francesca da Rimini de James Stuart Blackton
- 1910 : Uncle Tom's Cabin de James Stuart Blackton
- 1915 : L'Invasion des États-Unis de James Stuart Blackton et Wilfrid North : Virginia Vandergriff
- 1916 : Le Mystérieux caissier de Chester M. Franklin et Sidney Franklin : Cora
- 1916 : The Devil's Needle de Chester Withey
- 1916 : Going Straight (en) de Chester M. Franklin et Sidney Franklin : Grace Remington
- 1916 : La Secrétaire particulière (The Social Secretary) de John Emerson : Mayme
- 1917 : Fifty-Fifty, d'Allan Dwan : Naomi
- 1917 : Panthea d'Allan Dwan (+ production) : Panthea Romoff
- 1917 : Le Secret de Dolly (The Secret of the Storm Country) de Charles Miller : Tess Skinner
- 1918 : Le Fantôme du passé (The Ghosts of Yesterday) de Charles Miller : Ruth Graham / Jeanne La Fleur
- 1918 : Les Hirondelles (The Safety Curtain) de Sidney Franklin : Puck
- 1918 : La Raison du cœur (Her Only Way) de Sidney Franklin : Lucille Westbrook
- 1918 : La Cité défendue (The Forbidden City) de Sidney Franklin : San San / Toy
- 1919 : Le Prix du silence (The Heart of Wetona) de Sidney Franklin : Wetona
- 1919 : Dans la nuit (The New Moon) de Chester Withey : Princesse Marie Pavlovna
- 1919 : Mariage blanc (The Probation Wife), de Sidney Franklin : Josephine Mowbray
- 1919 : Pour sa famille (The Way of a Woman) de Robert Z. Leonard : Nancy Lee
- 1919 : L'Île déserte (The Isle of Conquest) d'Edward José : Ethel Harmon
- 1920 : Elle aime et ment (She Loves and Lies) de Chester Withey : Marie Callender
- 1920 : La Fille de Malone (A Daughter of Two Worlds) de James Young : Jennie Malone
- 1920 : La Femme flétrie (The Branded Woman) de Albert Parker : Ruth Sawyer
- 1920 : Yes or No ? de Roy William Neill
- 1921 : Dolorès (Passion Flower) de Herbert Brenon : Acacia, la Fleur de Passion
- 1921 : Le Signe sur la porte (The Sign on the Door) de Herbert Brenon : Ann Hunniwell / Mme 'Lafe' Regan
- 1921 : The Wonderful Thing de Herbert Brenon : Jacqueline Laurentine Boggs
- 1921 : Love's Redemption d'Albert Parker : Jennie Dobson
- 1922 : La Victoire du cœur (Smilin' Through) de Sidney Franklin : Kathleen / Moonyeen
- 1922 : La Duchesse de Langeais (The Eternal flame) de Frank Lloyd, d'après La Duchesse de Langeais de Balzac : Antoinette de Langeais
- 1923 : The Voice from the Minaret de Frank Lloyd : Lady Adrienne Carlyle
- 1923 : À l'abri des lois (Within the Law) de Frank Lloyd : Mary Turner
- 1923 : Cendres de vengeance (Ashes of Vengeance) de Frank Lloyd : Yolande de Breux
- 1923 : The Song of Love de Chester M. Franklin et Frances Marion : Noorma-hal
- 1924 : In Hollywood with Potash and Perlmutter
- 1924 : Secrets, de Frank Borzage : Mary Carlton
- 1924 : Son œuvre (The Only Woman) de Sidney Olcott : Helen Brinsley
- 1925 : Sa vie (The Lady) de Frank Borzage : Polly Pearl
- 1925 : Graustark de Dimitri Buchowetzki : Princesse Yetive
- 1926 : Kiki de Clarence Brown : Kiki
- 1926 : Camille de Fred Niblo : Marguerite Gautier
- 1927 : Colombe (The Dove) de Roland West : Dolores
- 1928 : Mirages (Show People) de King Vidor (caméo)
- 1928 : La Femme disputée (Woman Disputed) de Henry King et Sam Taylor : Mary Ann Wagner
- 1929 : New York Nights de Lewis Milestone : Jill Deverne
- 1930 : Les Amours d'une courtisane (Du Barry, Woman of Passion) de Sam Taylor : Madame Du Barry

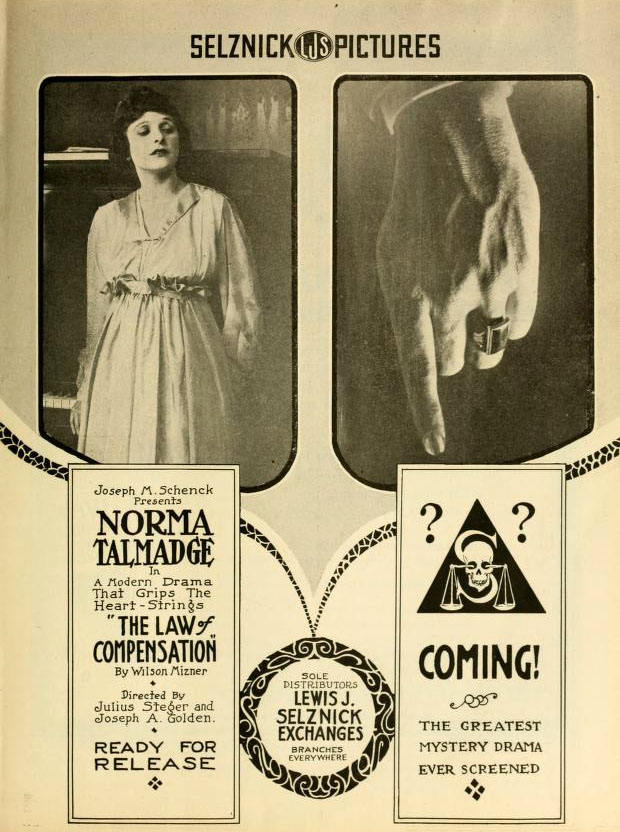
The Law of Compensation, 1917
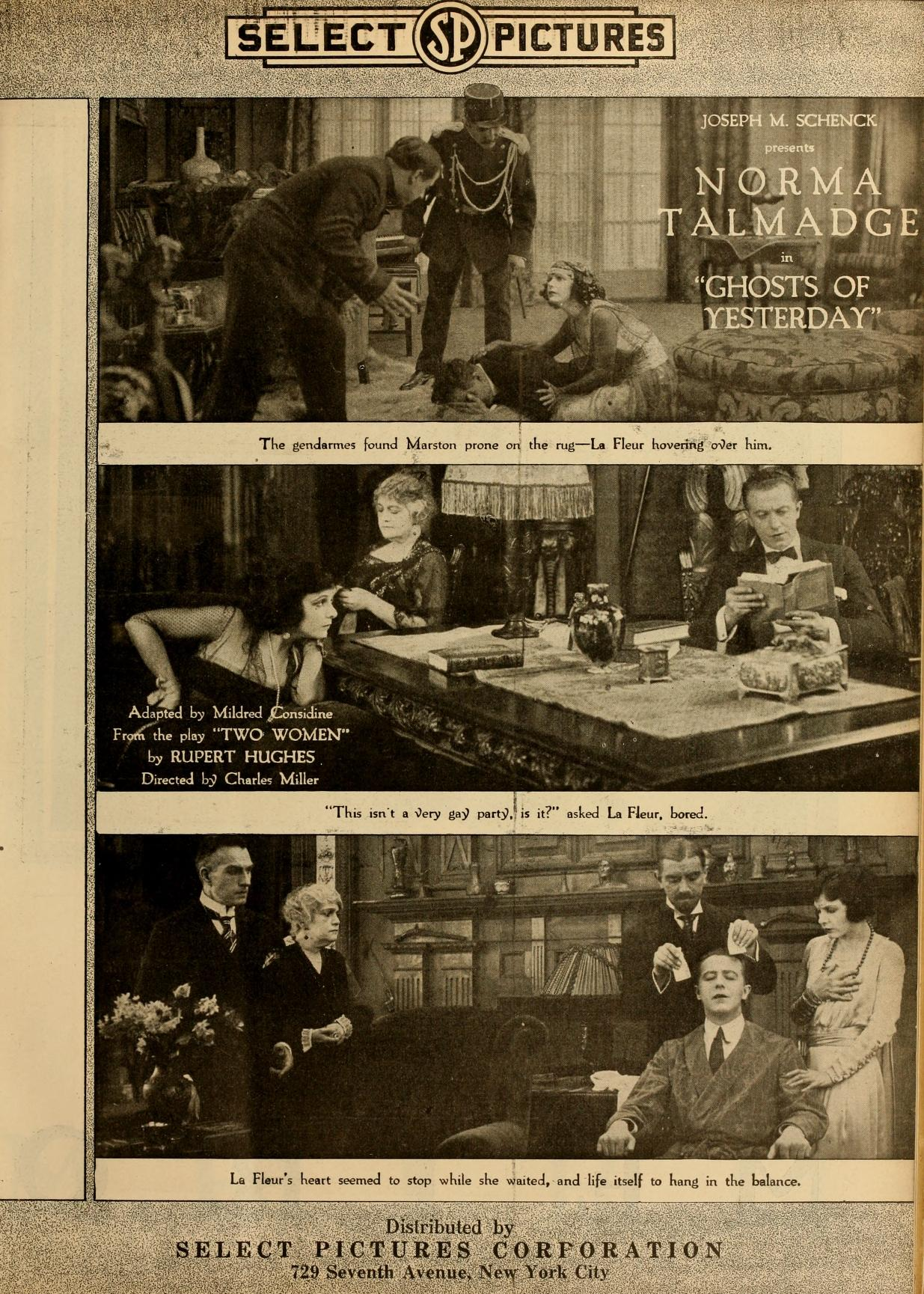
Ghost of Yesterday, 1918
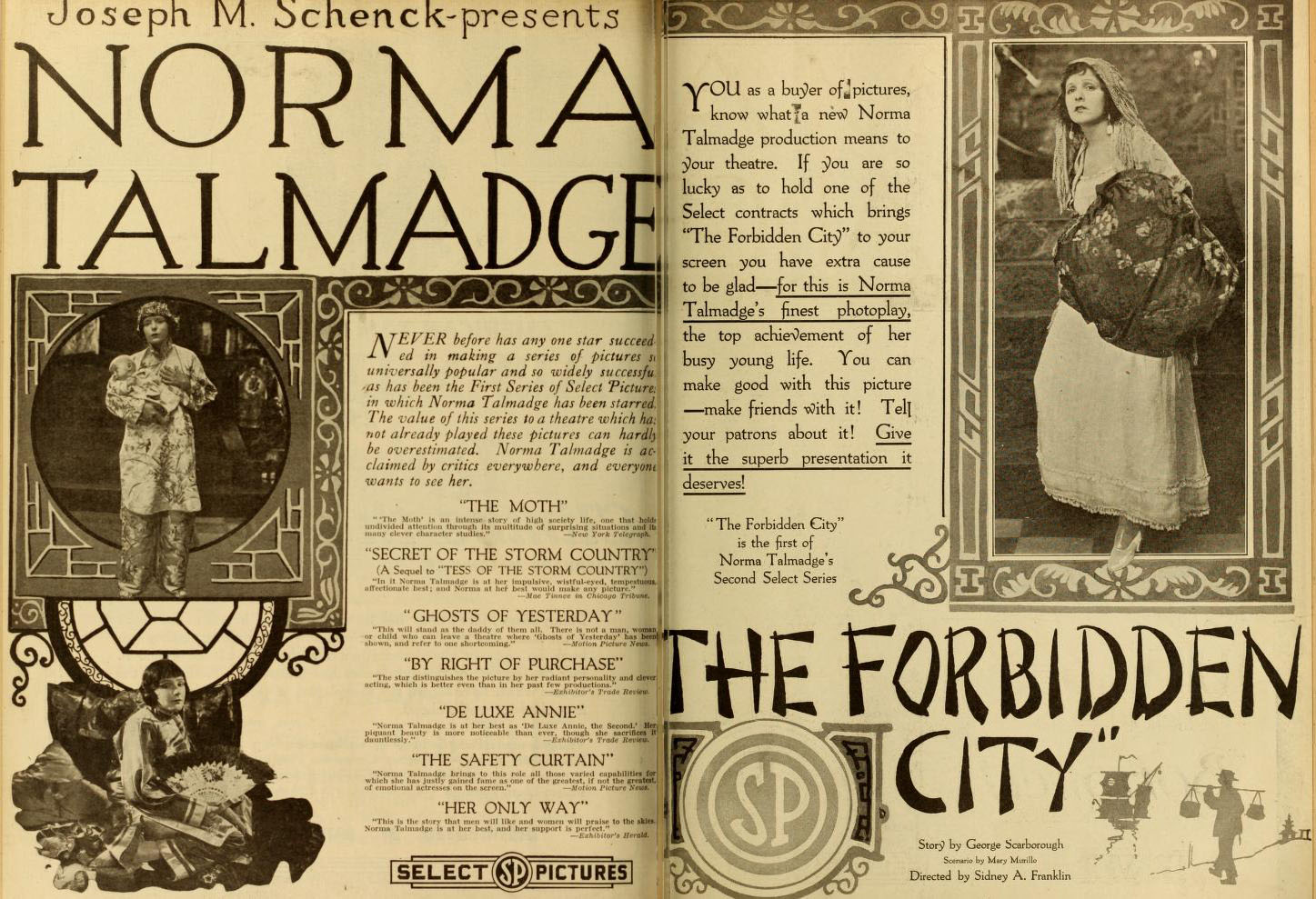
The Forbidden City, 1918
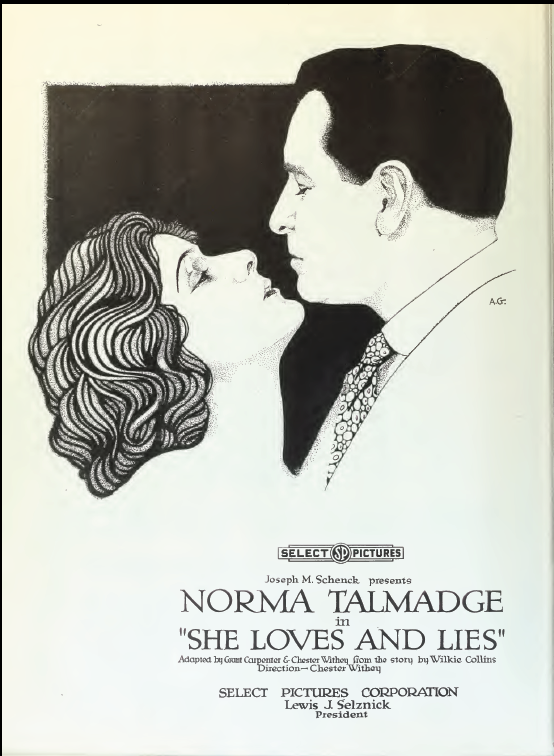
She Loves and Lies, 1920
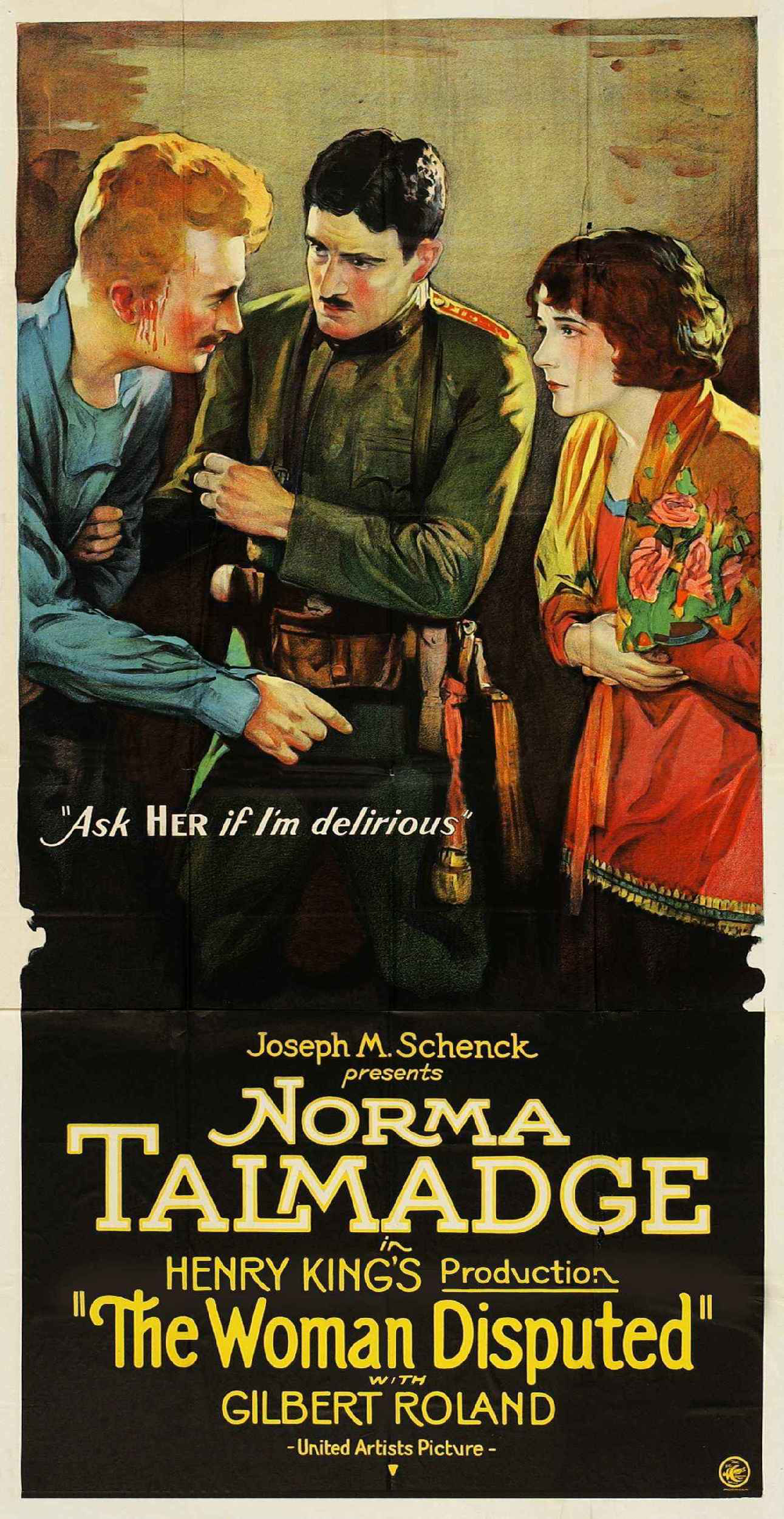
Soirs d'orage, 1928
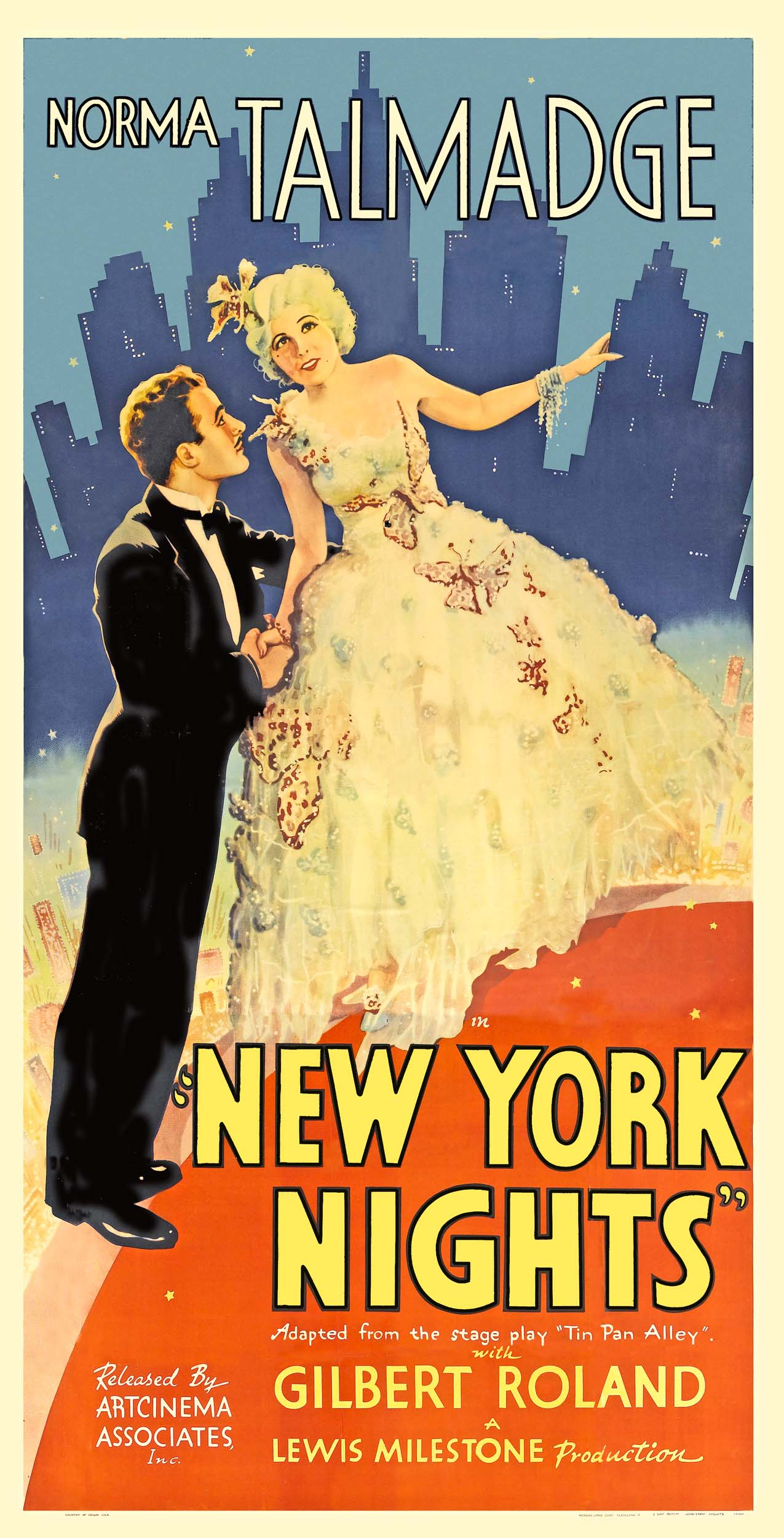
New York Nights, 1929